# N26
N26 är ett tyskt finans- och försäkringsbolag. 
N26 finns närvarande i sjutton länder, bland annat Österrike, Frankrike, Tyskland, Grekland, Irland, Spanien, Italien och Slovakien.